# Revuelta de los Mercenarios

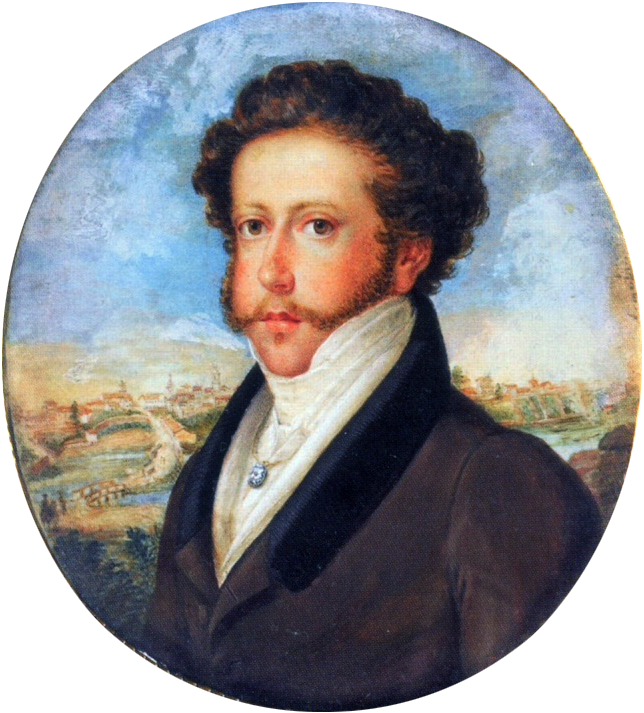
Emperador Pedro I.

La Revuelta de los Mercenarios (en portugués Revolta dos Mercenários) fue una sublevación militar ocurrida en Río de Janeiro, capital del Imperio de Brasil, en junio de 1828 en el contexto de la Guerra del Brasil sostenida por el régimen del emperador Pedro I contra Argentina.
Tras la Guerra de Independencia de Brasil, el recién creado imperio brasilero se hallaba en una mala situación económica, y ante las dificultades para reclutar tropas debido a las resistencias de las élites locales brasileras, temerosas del aumento del poder del gobierno imperial, la corte imperial se dedicó a reclutar inmigrantes europeos como soldados, trayéndolos desde Europa (principalmente desde Irlanda o Alemania) para servir en las tropas imperiales.
Si bien varios soldados europeos habían llegado como mercenarios, otros lo hacían como emigrantes transportando a sus familias, y ello causó que se resistieran a la feroz disciplina militar impuesta por sus oficiales brasileros. La falta de dinero en la administración imperial brasilera impedía además pagar a los mercenarios las sumas ofrecidas en Europa e inclusive abonarlas a tiempo, lo cual aumentaba el descontento entre las tropas que debían formar un cuerpo militar de gran calidad.
En junio de 1828 un soldado alemán fue condenado por sus oficiales portugueses a cincuenta azotes con látigo por una infracción menor, lo cual causó la furia de sus compañeros y compatriotas, que liberaron al prisionero y mataron a un oficial brasilero que intentó reducirlos a la obediencia. De todos modos, la falta de pago de salarios, unido a una disciplina excesivamente severa, alimentaron el motín entre las tropas mercenarias.
La revuelta de los soldados alemanes se extendió el mismo 9 de junio a los mercenarios irlandeses de Río de Janeiro, así como a suizos y franceses que también estaban enrolados en el ejército brasilero. Tiendas y edificios de la capital imperial fueron atacados por los mercenarios europeos, en revancha por no recibir sus sueldos y por los maltratos de sus oficiales. Las tropas regulares brasieras no fueron suficientes para dominar la revuelta, más aún en tanto los mercenarios eran parte importante de la propia guarnición local y poseían armas suficientes. 
En el segundo día que los mercenarios extranjeros se dedicaban al saqueo y al pillaje, robando licor y embriagándose en las calles, las autoridades brasileras pidieron ayuda a civiles armados, así como a marineros británicos y franceses que se hallaban en los buques anclados ante Río de Janeiro. La revuelta fue sofocada tras tres días de combates en calles y cuarteles, dejando 120 mercenarios muertos y 40 brasileros fallecidos. 
Uno de los jefes del motín, el alemán August von Steinhousen, fue condenado a muerte y otros mercenarios fueron condenados a penas diversas. Los batallones de mercenarios extranjeros fueron desbandados y la mayor parte de sus hombres deportados de Brasil, ya sea devueltos a sus países de origen o a otros lugares. El ministro de guerra del Imperio, general Barroso Pereira, debió renunciar, y se suspendió la contratación de tropas en Europa por el gobierno de Brasil. 
Sergio Corrêa da Costa, en su libro, "Brasil, secreto de Estado", asocia esta revuelta con un complot que involucra a Manuel Dorrego, gobernador de Buenos Aires, y los alemanes  Federico Bauer y Antonio Martín Thym, cuyo objetivo era secuestrar e incluso matar a  Pedro I, así como la independencia de Santa Catarina (págs. 17–39).
El enviado británico Ponsonby, en correspondencia con el Foreign Office, informó lo siguiente sobre la conspiración:
"Los irlandeses, recién llegados a Río de Janeiro, también se ganaron, y su agente se fue a Buenos Aires, donde navegó con Fournier. Los alemanes e irlandeses serán compensados con tierra y dinero; Emperador carece de nacional tropas para apoyarlo. La intención es secuestrarlo, pero solo en caso de resistencia, matarlo. Se absolvería la monarquía y se crearían cinco repúblicas, a saber: Pernambuco, Bahía, Río de Janeiro, São Paulo y Río Grande . Dorrego, gobernador de Buenos Aires, se ha comprometido mediante un tratado a apoyar la insurrección y hacer una alianza con toda provincia que rechace la autoridad del Emperador". (Carta de Ponsonby a su gobierno, 12 de febrero de 1828, en VD Sierra, op. Cit., Tomo VII, p. 616, y FO 6/22, Ponsonby a Dudley y Ward, 12 de febrero de 1828, en HS Ferns, United Reino y Argentina en el siglo XIX, Buenos Aires, Buenos Aires, Solar-Hachette, 1966, p. 197.